# Loureiro (Oliveira de Azeméis)
Pour les articles homonymes, voir Loureiro.
Loureiro est une paroisse civile portugaise (en portugais : freguesia) de la municipalité d'Oliveira de Azeméis dans le district d'Aveiro.

## Géographie
Loureiro située au sud-ouest d'Oliveira de Azeméis.
Son territoire est délimité à l'est par la rivière Ul (pt), qui sépare la paroisse de Pinheiro da Bemposta, Travanca e Palmaz, et à l'ouest par l'autoroute A1, qui sépare Loureiro de la municipalité d'Estarreja.

## Démographie
Lors du recensement de 2021, Loureiro compte 3 638 habitants.